# Sotteville-lès-Rouen
Sotteville-lès-Rouen – miejscowość i gmina we Francji, w regionie Normandia, w departamencie Sekwana Nadmorska. Przez miejscowość przepływa Sekwana.
Według danych na rok 1990 gminę zamieszkiwały 29 544 osoby, a gęstość zaludnienia wynosiła 3971 osób/km² (wśród 1421 gmin Górnej Normandii Sotteville-lès-Rouen plasuje się na 6. miejscu pod względem liczby ludności, natomiast pod względem powierzchni na miejscu 503.).